# Dicranomyia (Pseudoglochina) evanescens
Dicranomyia (Pseudoglochina) evanescens is een tweevleugelige uit de familie steltmuggen (Limoniidae). De soort komt voor in het Australaziatisch gebied.